# WTO-Ministerkonferenz
Die Ministerkonferenz der Welthandelsorganisation (World Trade Organization, kurz: WTO; englisch Ministerial Conference) ist das höchste entscheidende Organ der WTO das mindestens alle zwei Jahre tagen muss. Es sind alle Mitglieder der WTO vertreten, jede Nation hat eine Stimme. Die Ministerkonferenz kann Beschlüsse aller Art treffen, solange sie nicht gegen die schon bestehenden multilateralen Handelsabkommen der WTO verstoßen.

## Rechtliche Grundlage
Grundlage der Errichtung und der Kompetenzen der Konferenz ist Art. IV:1 des Marrakesch-Abkommen:

“There shall be a Ministerial Conference composed of representatives of all the Members, which shall meet at least once every two years. The Ministerial Conference shall carry out the functions of the WTO and take actions necessary to this effect. The Ministerial Conference shall have the authority to take decisions on all matters under any of the Multilateral Trade Agreements, if so requested by a Member, in accordance with the specific requirements for          decision-making in this Agreement and in the relevant Multilateral Trade Agreement.”

„Eine Ministerkonferenz, die sich aus Vertretern aller Mitglieder zusammensetzt, tritt mindestens einmal alle zwei Jahre zusammen. Die Ministerkonferenz nimmt die Aufgaben der WTO wahr und trifft die dafür erforderlichen Maßnahmen. Die Ministerkonferenz ist befugt, in allen unter eines der Multilateralen Handelsübereinkommen fallenden Angelegenheiten auf Antrag eines Mitglieds in Übereinstimmung mit den besonderen Erfordernissen für die Beschlußfassung in diesem Übereinkommen und dem einschlägigen Multilateralen Handelsübereinkommen Beschlüsse zu fassen.“

## Kompetenzen
Die Ministerkonferenz hat die Kompetenz alle möglichen Fragen in Bezug zu jedem Abkommen der WTO zu entscheiden.
Daneben hat die Ministerkonferenz ganz spezielle Kompetenzen zugesprochen bekommen, unter anderem das Recht Interpretationen von gewissen Abkommen anzunehmen, Ausnahmen zu Verpflichtungen zu erteilen, Ergänzungen zu Abkommen zu beschließen, den Beitritt eines Landes zu akzeptieren, und den Generaldirektor zu ernennen.

## Konferenzen
Bisher fanden dreizehn Konferenzen statt. Die zwölfte Konferenz war im Jahr 2020 in Nur-Sultan, der Hauptstadt Kasachstans, geplant, wurde im Zuge der Corona-Pandemie zuerst um ein Jahr verschoben in den November 2021, wurde jedoch kurz vor Beginn verschoben. Sie fand dann im Juni 2022 in Genf statt.
| Nr.           | Ort          | Land                          | Zeitraum                      |
| ------------- | ------------ | ----------------------------- | ----------------------------- |
| 01. Konferenz | Singapur     | Singapur                      | 9.–13. Dezember 1996          |
| 02. Konferenz | Genf         | Schweiz                       | 18.–20. Mai 1998              |
| 03. Konferenz | Seattle      | Vereinigte Staaten            | 30. November–3. Dezember 1999 |
| 04. Konferenz | Doha         | Katar                         | 9.–13. November 2001          |
| 05. Konferenz | Cancún       | Mexiko                        | 10.–14. September 2003        |
| 06. Konferenz | Hongkong     | Volksrepublik China/ Hongkong | 13.–18. Dezember 2005         |
| 07. Konferenz | Genf         | Schweiz                       | 30. November–2. Dezember 2009 |
| 08. Konferenz | Genf         | Schweiz                       | 15.–17. Dezember 2011         |
| 09. Konferenz | Bali         | Indonesien                    | 3.–6. Dezember 2013           |
| 10. Konferenz | Nairobi      | Kenia                         | 15.–19. Dezember 2015         |
| 11. Konferenz | Buenos Aires | Argentinien                   | 10.–13. Dezember 2017         |
| 12. Konferenz | Genf         | Schweiz                       | 12.–17. Juni 2022             |
| 13. Konferenz | Abu Dhabi    | Vereinigte Arabische Emirate  | 26.–29. Februar 2024          |
| 14. Konferenz |              | Kamerun                       | 26.–29. März 2026             |